# Serrat de Sòls
El Serrat de Sòls és una muntanya de 919 metres que es troba al municipi d'Àger, a la comarca catalana de la Noguera.